# Удовичица
Удовичица (Scabiosa) је род у породици Caprifoliaceae скривеносеменица. Многе врсте овог рода у својим енглеским народним називима, садрже реч Scabious; међутим, неке биљке које у свом енглеском називу садрже реч Scabious су тренутно класификоване у сродне родове као што су Knautia и Succisa; а барем неке од њих су раније биле сврстане у род Scabiosa. 

## Етимологија
Енглески назив ове врсте 'scabious' потиче од традиционалне употребе ове биљке у народној медицини за лечење шуге (енгл. scabies), болести која изазива јак свраб.

## Опис
Неке врсте удовичица су једногодишње, а друге вишегодишње биљке. Неке су зељасте биљке, а друге имају дрвенасту основу. Лишће већине врста је понекад мало длакаво и делимично подељено на режњеве, док неке врсте имају глатко лишће, а неке врсте имају једноставно лишће.

## Распрострањеност
Представници овог рода расту у Африци, Европи и Азији. Узгојени су варијатети (култивари) неких врста посебно мале удовичице (Scabiosa columbaria) и медитеранске слатке удовичице (Scabiosa atropurpurea) који се гаје у баштама.

## Екологија
Скабиоза цвеће је богато нектаром и привлачи многе инсекте , укључујући лептире и мољце. Удовичица је и храна за неке ларве неких врста лептира.